# Корпуса Морского ведомства Российской империи
Корпуса Морского ведомства Российской империи — формирования в Русском императорском флоте, к которым причислялись военно-морские технические специалисты, не состоящие на флотской строевой службе.
Создание корпусов объяснялось невозможностью для строевых офицеров армейского и парусного флотов совмещать обязанности строевых командиров с совершенствованием в морских специальностях.
Корпуса в современном понимании соответствуют службам: артиллерийской, ракетно-артиллерийской, медицинской и так далее.

## Корпус морской артиллерии (КМА)
Учреждён указом от 22 апреля 1734 года. В 1827 году для управления Корпусом и артиллерией флота, в составе Морского министерства был образован артиллерийский департамент. Чины Корпуса следили за исправностью материальной части, отвечали за сохранность боевых припасов и обучение личного состава флота артиллерийской стрельбе, работали в арсеналах и лабораториях.
До 1829 года личный состав Корпуса пополнялся воспитанниками Морского кадетского корпуса (на Балтике) и Николаевского артиллерийского училища (на Чёрном море). В 1837 году были учреждены кондукторские роты при рабочих экипажах, в 1846 году переименованные в учебные роты. В 1856 году роты преобразованы в Инженерное и артиллерийское училище Морского ведомства. С 1872 года Корпус стал пополняться воспитанниками Технического училища Морского ведомства. В 1885 году Корпус морской артиллерии был упразднён, приём воспитанников в артиллерийское отделение Технического училища Морского ведомства прекращён. Однако замещение штатных артиллерийских должностей во флоте офицерами КМА сохранилось до подготовки достаточного числа строевых флотских офицеров.

### Знаки различия по состоянию на 1830—1917 гг.[1]
| Описание                 | Знаки различия                       | Знаки различия                   | Знаки различия               | Знаки различия                  | Знаки различия           | Знаки различия             | Знаки различия                   | Знаки различия             | Знаки различия                | Знаки различия               | Знаки различия                                     |
| Эполеты                  |                                      |                                  |                              |                                 |                          |                            |                                  |                            |                               |                              |                                                    |
| Эполеты                  | 1830-1857 гг.                        | 1830-1857 гг.                    |                              |                                 |                          |                            |                                  |                            |                               |                              |                                                    |
| ------------------------ | ------------------------------------ | -------------------------------- | ---------------------------- | ------------------------------- | ------------------------ | -------------------------- | -------------------------------- | -------------------------- | ----------------------------- | ---------------------------- | -------------------------------------------------- |
| Эполеты                  |                                      |                                  |                              |                                 |                          |                            |                                  |                            |                               |                              |                                                    |
| Эполеты                  | 1857-1867 гг.                        | 1857-1867 гг.                    |                              |                                 | до 1884 г.               |                            |                                  |                            |                               | до 1884 г.                   | Витушка аксельбанта на правом плече парадной формы |
| Эполеты                  |                                      |                                  |                              |                                 |                          |                            |                                  |                            |                               |                              | Витушка аксельбанта на правом плече парадной формы |
| Эполеты                  | 1867—1917 г.                         | 1867—1917 г.                     | 1830—1904 г.                 | 1830—1904 г.                    | 1830—1904 г.             | 1830—1904 г.               | 1830—1904 г.                     | 1830—1904 г.               | 1830—1904 г.                  | 1830—1904 г.                 |                                                    |
| Погоны                   |                                      |                                  |                              |                                 |                          |                            |                                  |                            |                               |                              |                                                    |
| 1855—1857 гг.            | 1855—1857 гг.                        |                                  |                              | 1856 г.                         |                          |                            |                                  |                            |                               |                              |                                                    |
|                          |                                      |                                  |                              |                                 |                          |                            |                                  |                            |                               |                              |                                                    |
| 1857—1867 гг.            | 1857—1867 гг.                        | до 1884 г.                       | до 1884 г.                   |                                 |                          |                            |                                  |                            |                               |                              |                                                    |
|                          |                                      |                                  |                              |                                 |                          |                            |                                  |                            |                               |                              |                                                    |
| 1867—1917 гг.            | 1867—1917 гг.                        | 1855—1904 гг.                    | 1855—1904 гг.                | 1855—1904 гг.                   | 1855—1904 гг.            | 1855—1904 гг.              | 1855—1904 гг.                    | 1855—1904 гг.              | 1855—1904 гг.                 | 1860-1882 гг.                |                                                    |
| Классный чин             | Генерал-лейтенант морской артиллерии | Генерал-майор морской артиллерии | Полковник морской артиллерии | Подполковник морской артиллерии | Майор морской артиллерии | Капитан морской артиллерии | Штабс-капитан морской артиллерии | Поручик морской артиллерии | Подпоручик морской артиллерии | Прапорщик морской артиллерии | Кондуктор морской артиллерии                       |
|                          |                                      |                                  |                              |                                 |                          |                            |                                  |                            |                               |                              |                                                    |
| Код                      | 15                                   | 14                               | 12                           | 11                              | 10                       | 9                          | 9                                | 8                          |                               |                              |                                                    |
| Класс по Табели о рангах | III                                  | IV                               | VI                           | VII                             | VIII                     | IX                         | IX                               | X                          | XII                           | XIII                         | Кандидат на чин                                    |
| Группа                   | Генералы                             | Генералы                         | Штаб-офицеры                 | Штаб-офицеры                    | Штаб-офицеры             | Обер-офицеры               | Обер-офицеры                     | Обер-офицеры               | Обер-офицеры                  | Обер-офицеры                 | Унтер-офицеры                                      |

## Корпус корабельных инженеров (ККИ)
14 декабря 1826 года указом императора Николая I был образован Корпус корабельных инженеров. Корабельные мастера, их помощники, драфцманы и тиммерманы офицерских чинов были переименованы в корабельных инженеров. Был определён штат Корпуса корабельных инженеров с общим числом 11 чинов на 105 человек. Корабельные инженеры не имели классности Табели о рангах, а имели только чины сухопутные, с преимуществом по отношению к сухопутным чинам Инженерного корпуса..

## Корпус инженер-механиков флота (КИМФ)

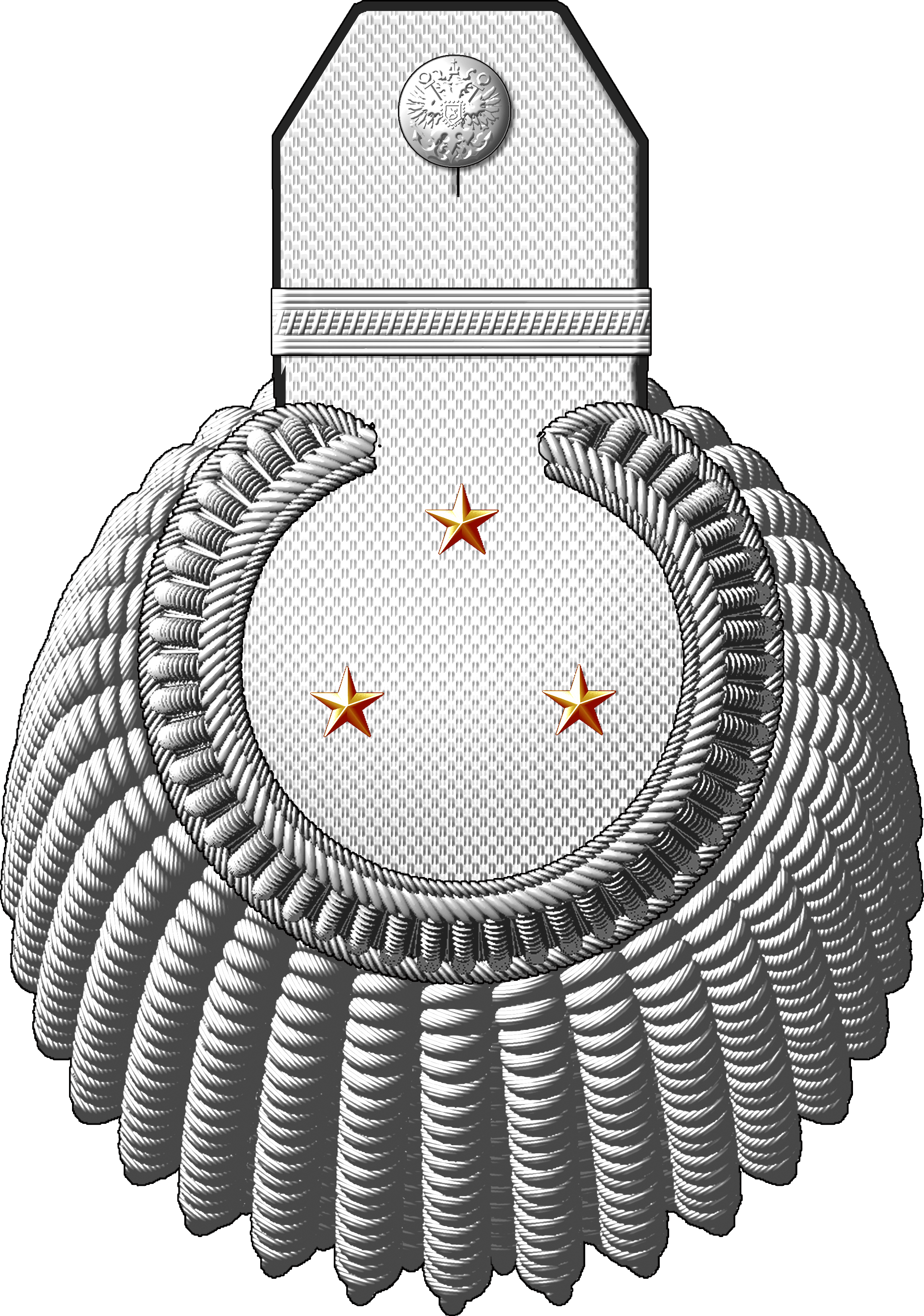
«Генерал-лейтенант КИМФ».
Эполет классного чина.
Форма обр. 1905 г. (1905—1913 гг.)
Российский Императорский флот.

В начале XIX века, с начала постройки паровых судов, управление машинами кораблей и судов возлагалось на вольнонаемных механиков или на офицеров Корпуса корабельных инженеров.
С 1832 года механиков для судов стали готовить в кондукторных ротах Учебного морского рабочего экипажа.
29 декабря 1854 года Указом Императора Николая I был образован Корпус инженер-механиков морского ведомства. Данным указом корабельные инженеры, служащие по части управления пароходными машинами, переименовывались в инженер-механики морского ведомства. Были определены штаты и табели Корпуса инженер-механиков для Балтийского и Черноморского флотов, сроки и условия производства из чина в чин, денежное довольствие.
С 1872 года Корпус инженер-механиков стал комплектоваться выпускниками механического отделения Технического училища морского ведомства в Кронштадте.
15 мая 1886 года указом императора Александра III Корпус инженер-механиков был реорганизован. Были введены пять особых должностных званий для инженер-механиков: инспектор механической части, флагманский инженер-механик, старший инженер-механик, помощник старшего инженер-механика, младший инженер-механик. Были определены 300 должностей, занимаемых инженер-механиками. Для перечисления в высшие звания установлены особые цензовые требования, основывающиеся на расчёте числа лет службы и месяцев плавания.
В 1905 году при проведении реформ флота после русско-японской войны для этих специалистов были введены общевойсковые звания. В 1913 году инженер-механикам были присвоены общеморские звания (чины) с добавлением к ним «инженер-механик».

## Корпус инженеров и техников морской строительной части (КИМС)
Создан в 1838 г. для руководства строительством арсеналов, адмиралтейства, доков и прочих береговых сооружений. Состоял из двух округов: Северного (Балтика) и Южного (Чёрное море).

#### Знаки различия КИМС 1837—1891 гг.[8]

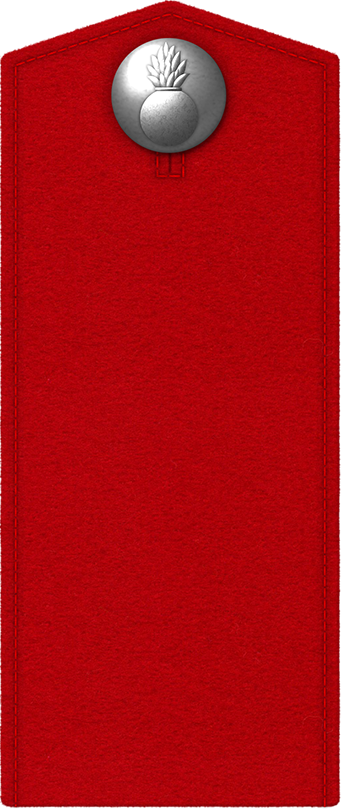
Кондуктор Корпуса инженеров морской строительной части, 1856 г.

## Корпус флотских штурманов (КФШ)
Создан в 1827 г. из штурманских чинов флота. 13 апреля был утвержден штатный состав КФШ: 1 генерал; 4 полковника; 6 подполковников; 25 капитанов; 25 штабс-капитанов; 50 поручиков; 50 подпоручиков; 50 прапорщиков; 186 кондукторов.
Начальство над Корпусом вверено генерал-гидрографу, которому подчинялись два инспектора, один на Балтийском, другой на Черноморском флоте.
Для подготовки кадров Корпуса в июне 1827 г. Кронштадтское и Николаевское штурманские училища были преобразованы в штурманские полуэкипажи, непосредственно подчинявшиеся инспекторам Балтийского и Черноморского флотов. С 1872 году подготовка кадров осуществлялась на штурманском отделении Технического училища Морского ведомства. В 1883 году приём воспитанников на штурманское отделение Технического училища Морского ведомства прекращен.
КФШ был упразднён 12 июля 1885 г., однако замещение штатных штурманских должностей во флоте офицерами Корпуса сохранилось до подготовки достаточного числа строевых флотских офицеров.

### Знаки различия КФШ (1867—1917)[9]
| Описание                 | Знаки различия Корпуса флотских штурманов (КФШ) | Знаки различия Корпуса флотских штурманов (КФШ) | Знаки различия Корпуса флотских штурманов (КФШ) | Знаки различия Корпуса флотских штурманов (КФШ) | Знаки различия Корпуса флотских штурманов (КФШ) | Знаки различия Корпуса флотских штурманов (КФШ) | Знаки различия Корпуса флотских штурманов (КФШ) | Знаки различия Корпуса флотских штурманов (КФШ) | Знаки различия Корпуса флотских штурманов (КФШ) | Знаки различия Корпуса флотских штурманов (КФШ) |
|                          |                                                 |                                                 |                                                 |                                                 |                                                 |                                                 |                                                 |                                                 |                                                 |                                                 |
| Погон                    |                                                 |                                                 |                                                 |                                                 |                                                 |                                                 |                                                 |                                                 |                                                 |                                                 |
| Классный чин             | Генерал-лейтенант КФШ                           | Генерал-майор КФШ                               | Полковник КФШ                                   | Подполковник КФШ                                | Капитан КФШ                                     | Штабс-капитан КФШ                               | Поручик КФШ                                     | Подпоручик КФШ                                  | Прапорщик КФШ                                   |                                                 |
|                          |                                                 |                                                 |                                                 |                                                 |                                                 |                                                 |                                                 |                                                 |                                                 |                                                 |
| Код                      | 15                                              | 14                                              | 12                                              | 11                                              | 9                                               | 9                                               | 9а                                              | 9б                                              | 8                                               |                                                 |
| Класс по Табели о рангах | III                                             | IV                                              | VI                                              | VII                                             | VIII                                            | IX                                              | X                                               | XII                                             | XIII                                            |                                                 |
| Группа                   | Генералы                                        | Генералы                                        | Штаб-офицеры                                    | Штаб-офицеры                                    | Обер-офицеры                                    | Обер-офицеры                                    | Обер-офицеры                                    | Обер-офицеры                                    | Обер-офицеры                                    |                                                 |
| 1. 2. 3. 4. 5.           |                                                 |                                                 |                                                 |                                                 |                                                 |                                                 |                                                 |                                                 |                                                 |                                                 |

## Корпус гидрографов
Создан в 1912 г. по предложению А. И. Вилькицкого для обеспечения общегосударственных нужд в сфере безопасности мореплавания. В Корпусе было 10 генеральских, 72 штаб-офицерские и 124 обер-офицерские должности. Специалисты Корпуса подразделялись на гидрографов и гидрографов-геодезистов. В Корпус зачислялись офицеры, занимающие должности в Главном гидрографическом управлении, соответствующих портовых учреждениях, а также «находящиеся при гидрографических, геодезических и лоцмейстерских работах».

#### Знаки различия Корпуса Гидрографов 1913—1917 гг.
Погоны офицеров Корпуса гидрографов:
- на чёрном поле: офицеры, гидрографы-геодезисты.
- на синем с чёрным поле: офицеры, гидрографы.

## Форма одежды по корпусам
- Форма одежды корпуса инженер-механиков флота и корпуса корабельных инженеров образца 1886[11] и 1899 года[12]

Форма одежды корпуса инженер-механиков флота и корпуса корабельных инженеров образца 1886 и 1899 года
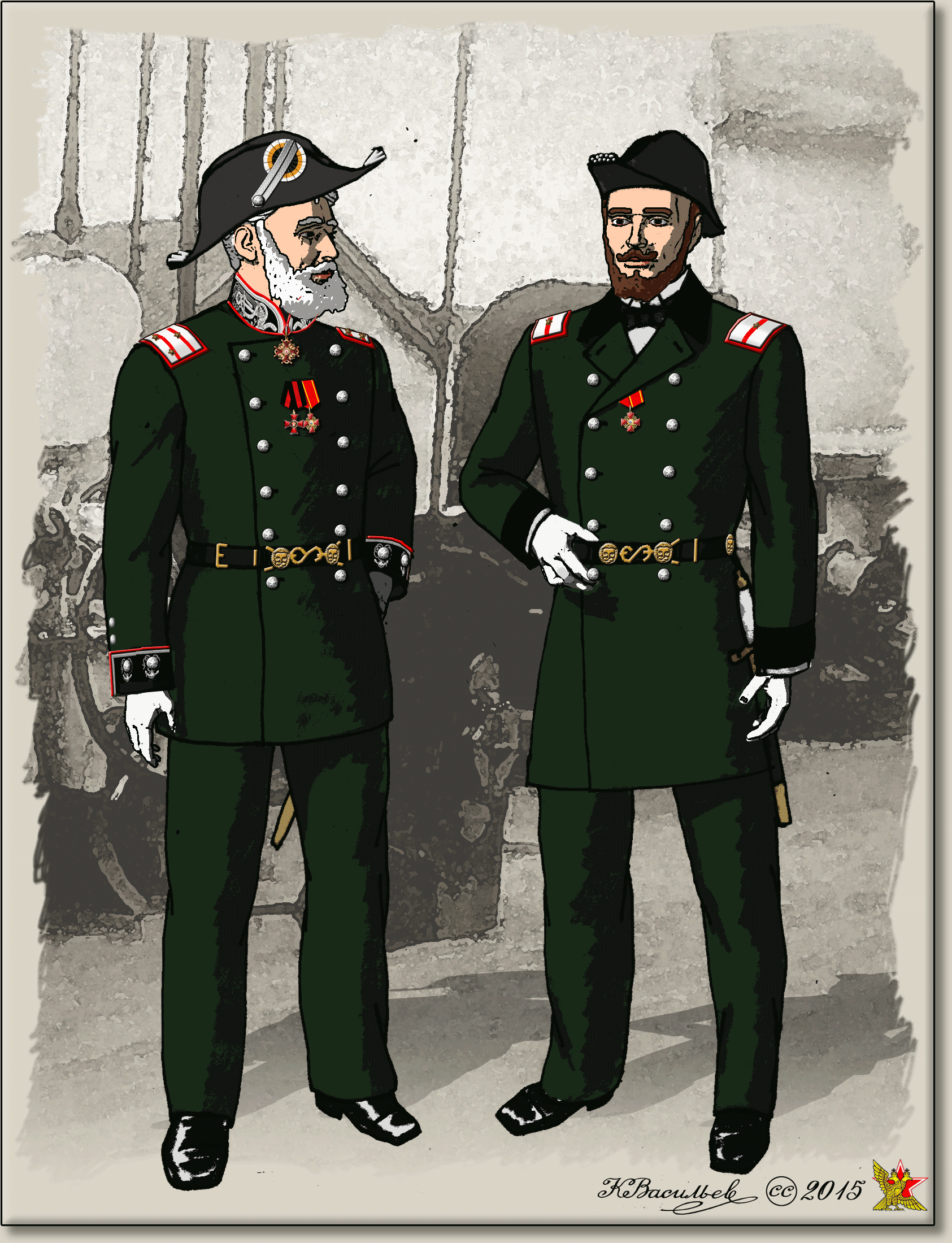
Слева: старший инженер-механик, младший судостроитель в парадном мундире образца 1886 года. Инженер-механикам флота полагалась та же форма, но без красных кантов на обшлагах рукавов. Инспекторам кораблестроения и инспекторам механической части полагались на шароварах серебряные галуны и шляпа с генеральской петлицей. Справа: младший инженер-механик, младший помощник судостроителя в виц-мундире (обыкновенная форма) образца 1882 года. Корабельным инженерам полагалась та же форма, но с красными кантами на обшлагах рукавов. Инспекторам кораблестроения и инспекторам механической части полагалась шляпа с генеральской петлицей (как здесь). Галуны на шароварах обыкновенной формы не носились.
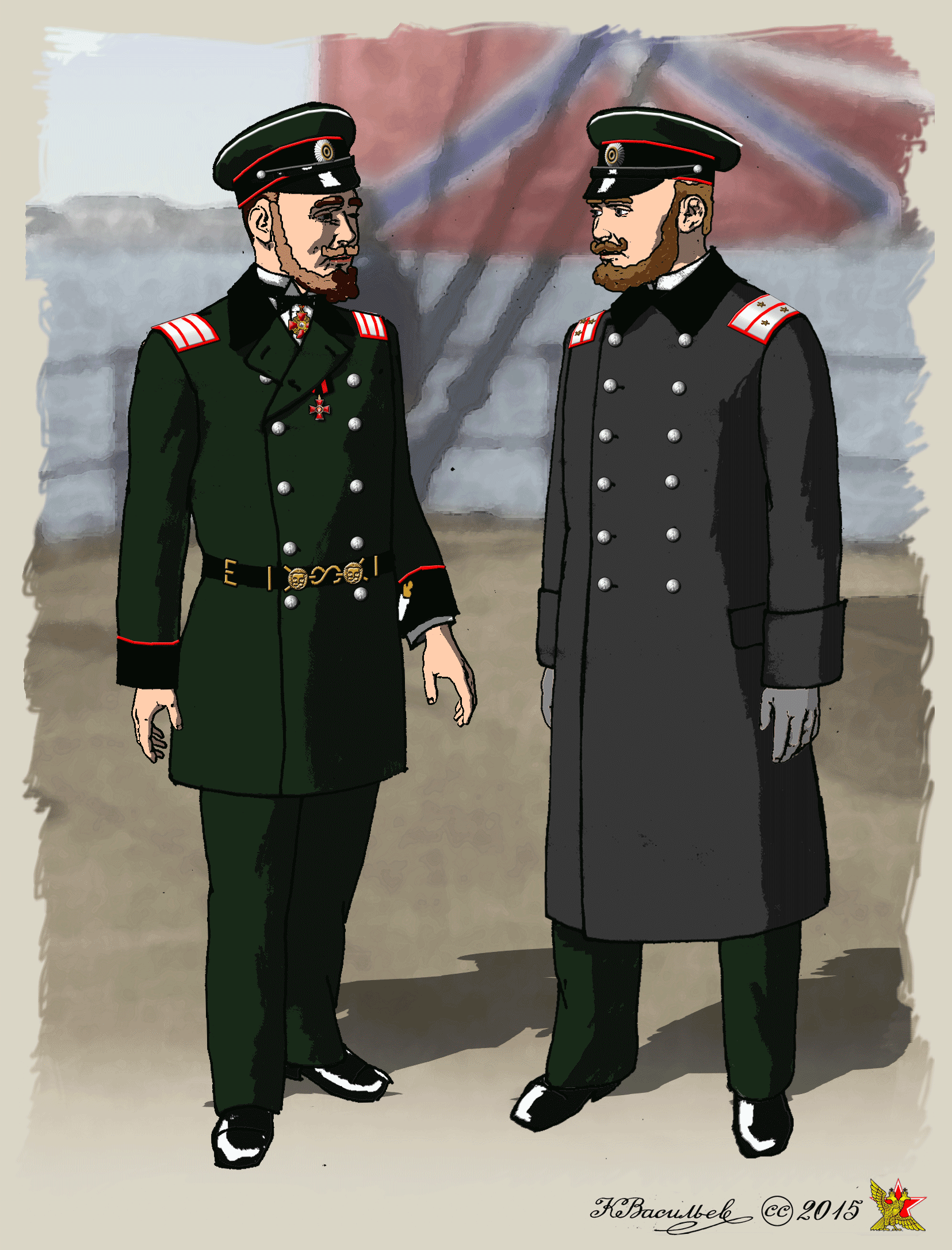
Слева: флагманский инженер-механик, старший судостроитель в сюртуке образца 1886 года. Инженер-механикам флота полагалась та же форма, но без красных кантов на обшлагах рукавов. Справа: помощник старшего инженер-механика, старший помощник судостроителя в плаще (пальто) образца 1886 года.
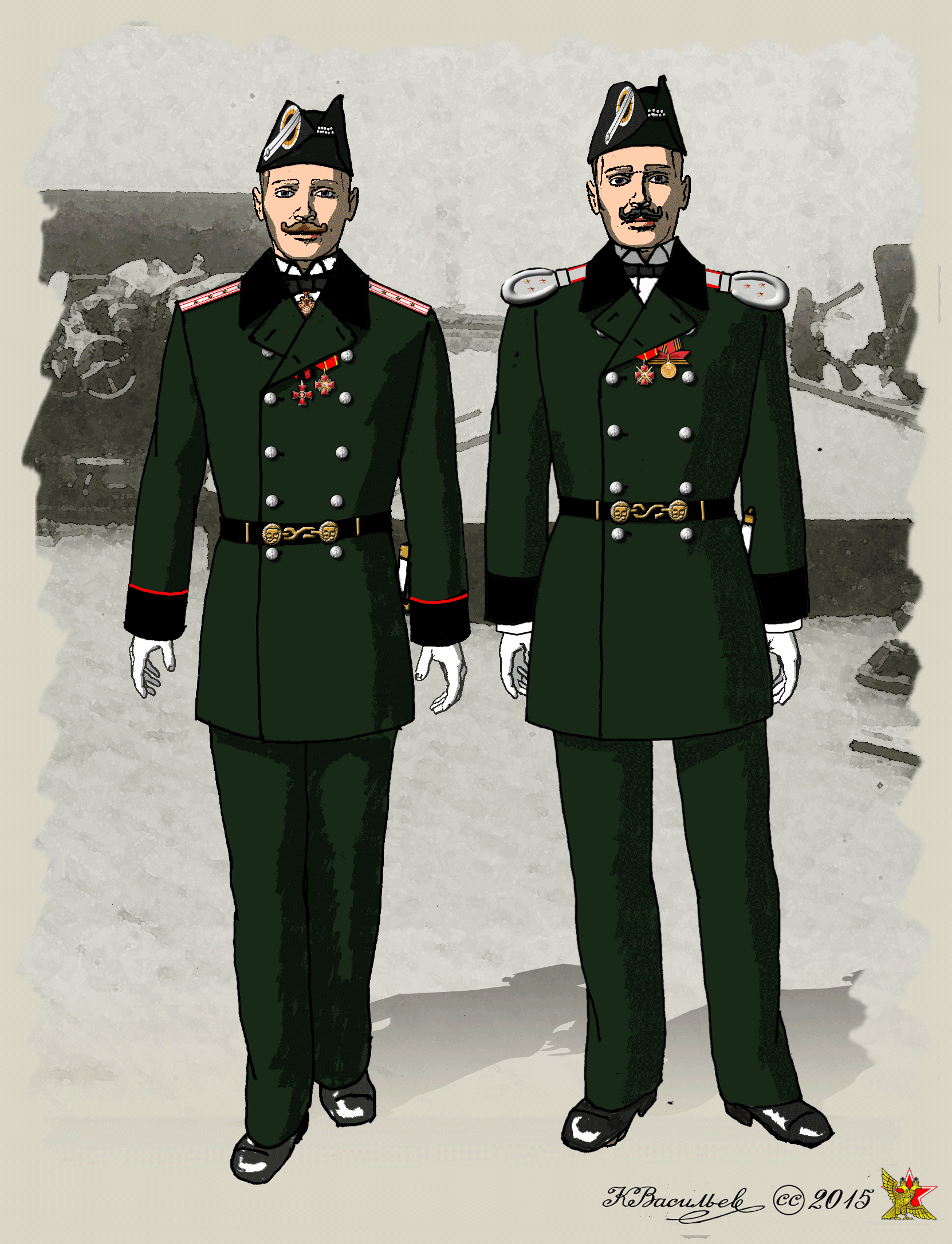
Слева: старший инженер-механик, младший судостроитель в обыкновенной форме одежды образца 1899 года. Инспекторам кораблестроения полагалась шляпа с генеральской петлицей. Справа: помощник старшего инженер-механика в обыкновенной форме одежды образца 1899 года. Инспекторам механической части полагалась шляпа с генеральской петлицей.
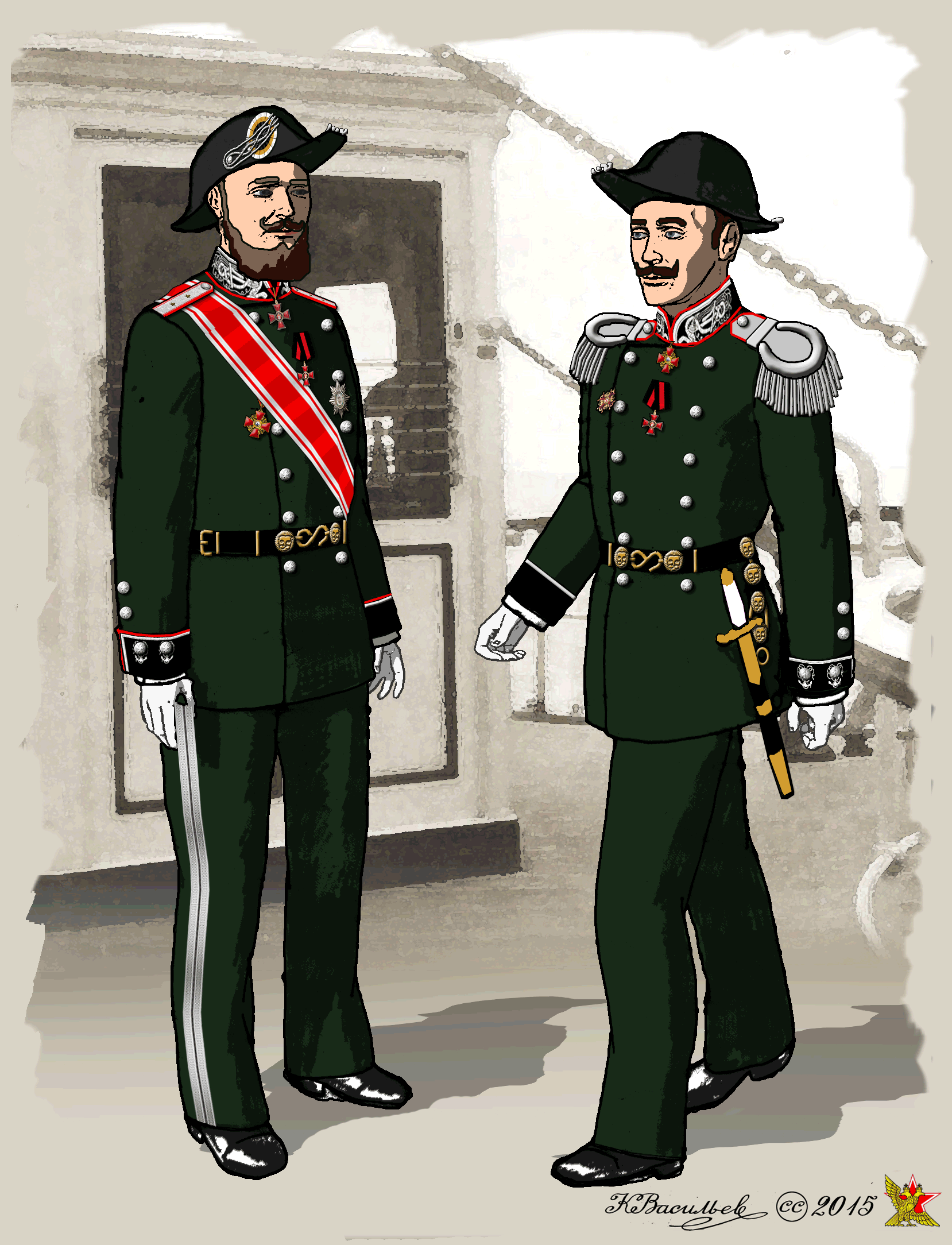
Слева: инспектор кораблестроения в парадном мундире образца 1899 года. Серебряные галуны на шароварах и шляпа с генеральской петлицей полагались только инспекторам кораблестроения. Прочим полагалась шляпа с офицерской петлицей. Справа: флагманский инженер-механик в парадном мундире. Шляпа с офицерской петлицей. Инспекторам механической части полагались на шароварах серебряные галуны и шляпа с генеральской петлицей.
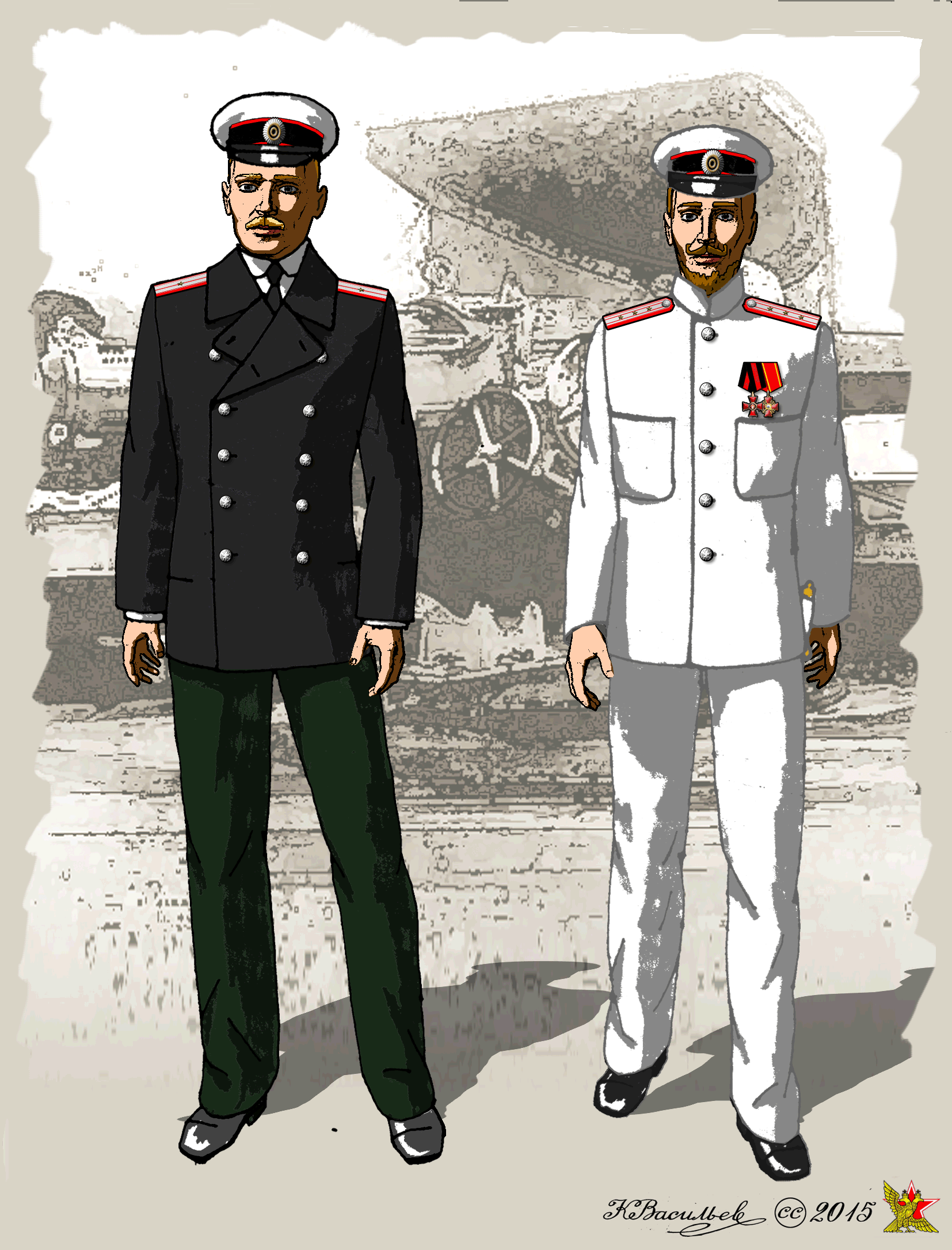
Слева: младший инженер-механик, младший помощник судостроителя в пальто укороченном. Фуражка в белом летнем чехле. Справа: старший инженер-механик, младший судостроитель в пальто укороченном. Фуражка в белом летнем чехле.
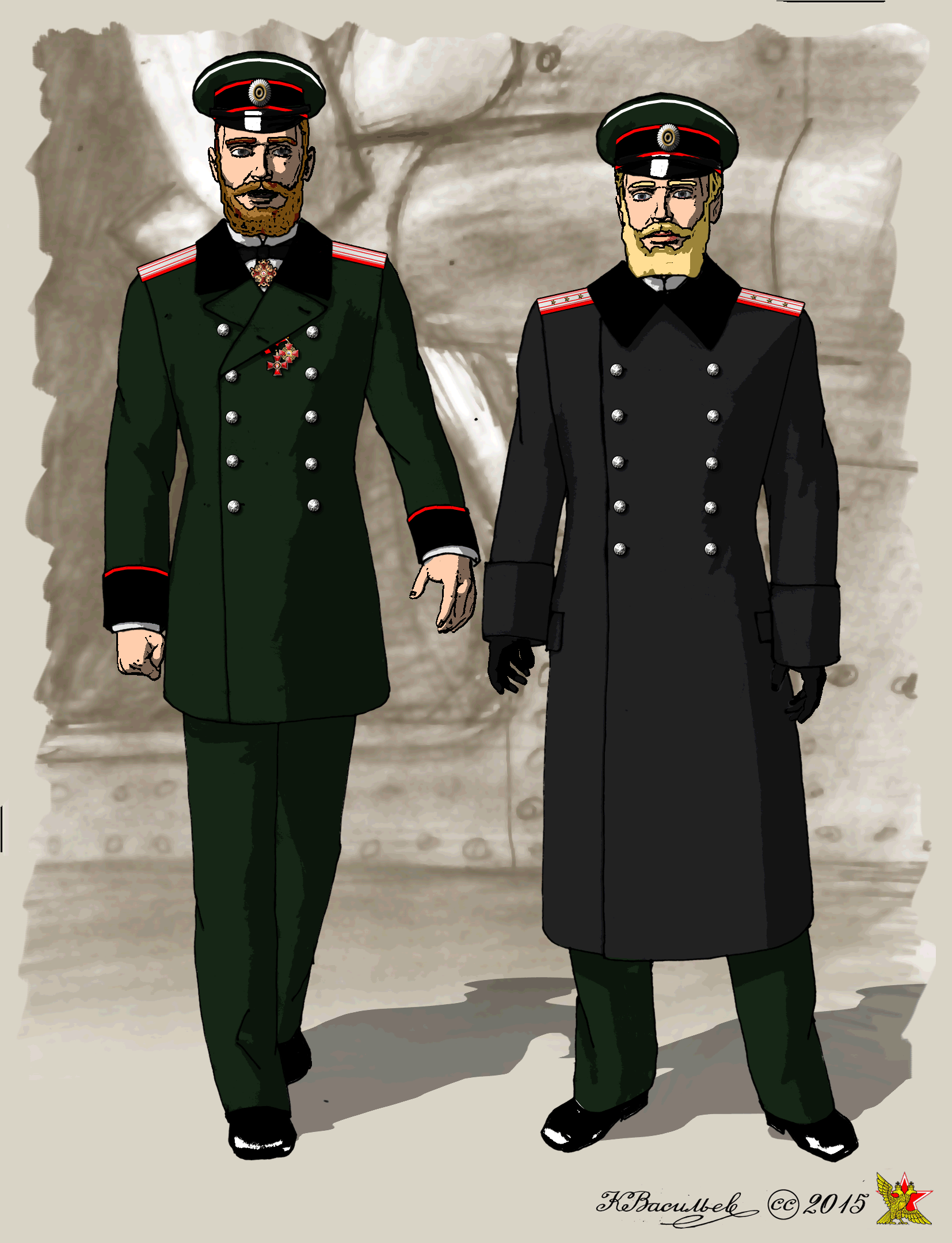
Слева: флагманский инженер-механик, старший судостроитель в сюртуке (инженер-механикам флота полагалась та же форма, но без красных кантов на обшлагах рукавов). Справа: старший инженер-механик, младший судостроитель в плаще (пальто).

## Знаки различия чинов по корпусам

### Корпус инженер-механиков флота

#### 1892—1905 гг.
| Описание                                     | Знаки различия               | Знаки различия              | Знаки различия          | Знаки различия                     | Знаки различия          | Знаки различия                  |
| -------------------------------------------- | ---------------------------- | --------------------------- | ----------------------- | ---------------------------------- | ----------------------- | ------------------------------- |
| Должностное звание                           | Инспектор механической части | Флагманский инженер-механик | Старший инженер-механик | Помощник старшего инженер-механика | Младший инженер-механик | Прапорщик по механической части |
|                                              |                              |                             |                         |                                    |                         |                                 |
| Наплечные отличия обр. 1886 года (1886—1892) |                              |                             |                         |                                    |                         |                                 |
| Погоны обр. 1892 года (1892—1905)            |                              |                             |                         |                                    |                         |                                 |
| Эполеты обр. 1896 года (1896—1905)           |                              |                             |                         |                                    |                         |                                 |
| Код                                          | 14                           | 12                          | 11                      | 9                                  | 8                       | 8                               |
| Класс по Табели о рангах                     | IV                           | VI                          | VII                     | IX                                 | X                       | X                               |
| Группа                                       | Адмиралы                     | Штаб-офицеры                | Штаб-офицеры            | Обер-офицеры                       | Обер-офицеры            | Обер-офицеры                    |

В военное время вводился чин прапорщика по механической части.

#### 1913—1917 гг.
| Описание                 |                         | Знаки различия                    | Знаки различия                | Знаки различия                  | Знаки различия                   | Знаки различия                    | Знаки различия            | Знаки различия         |  |
| Эполеты                  |                         |                                   |                               |                                 |                                  |                                   |                           |                        |  |
| Погоны                   |                         |                                   |                               |                                 |                                  |                                   |                           |                        |  |
| ------------------------ | ----------------------- | --------------------------------- | ----------------------------- | ------------------------------- | -------------------------------- | --------------------------------- | ------------------------- | ---------------------- |  |
| Классный чин             | Инженер-механик генерал | Инженер-механик генерал-лейтенант | Инженер-механик генерал-майор | Инженер-механик капитан I ранга | Инженер-механик капитан II ранга | Инженер-механик старший лейтенант | Инженер-механик лейтенант | Инженер-механик мичман |  |
|                          |                         |                                   |                               |                                 |                                  |                                   |                           |                        |  |
| Код                      |                         | 15                                | 14                            | 12                              | 11                               | 9б                                | 9б                        | 8                      |  |
| Класс по Табели о рангах | II                      | III                               | IV                            | VI                              | VII                              | VIII                              | IX                        | X                      |  |
| Группа                   | Генерал                 | Генерал                           | Генерал                       | Штаб-офицеры                    | Штаб-офицеры                     | Обер-офицеры                      | Обер-офицеры              | Обер-офицеры           |  |